# Мильтон (поэма)
«Мильтон» (англ. Milton) — эпическая поэма в двух книгах Уильяма Блейка, написанная и проиллюстрированная между 1804 и 1811 годами. Поэма эта считается «наиболее сложной по символике „пророческой книгой“ Блейка».
Главным её персонажем является английский поэт Джон Мильтон, который возвращается с Небес в земной мир и объединяется с Блейком. Таким образом устанавливается взаимосвязь между живущим поэтом и его великим предшественником. Мильтон совершает это мистическое путешествие, чтобы исправить собственные ошибки, которые он (по мнению Блейка) допустил в своих эпических сочинениях «Потерянный Рай» и «Обретённый Рай». Сам Блейк объединяется с Лосом, духом поэзии и вечным пророком, который переносит его на три года из Ламбета (район Лондона) в уютную хижину Фелфаме, где он может спокойно предаваться творчеству.

## История создания
Поэма была датирована Блейком 1804 годом, но работа над ней, которая была начата во время трёхлетнего (1800—1803) пребывания Блейка в Фелфаме (графство Сассекс), продолжалась до 1810 года. Три из четырёх дошедших до нас копий («A», «B» и «C») были награвированы на медных пластинах, отпечатаны и тонированы акварелью Блейком собственоручно не ранее 1811 года, а последняя из них (копия «D») — в 1818 году. Копии поэмы отличаются друг от друга не только печатью и раскраской, но также текстом и количеством страниц. Последняя из них содержит более полный текст: всего 50 страниц (около 4100 строк), хотя и без предисловия, которое имеется только в двух первых копиях.
Часть текста заимствована и адаптирована Блейком из более ранних поэм, главным образом, из поэмы «Вала или Четыре Зоа». Первоначально Блейк предполагал написать эту поэму в 12 книгах, но затем ограничился двумя.

## Предисловие

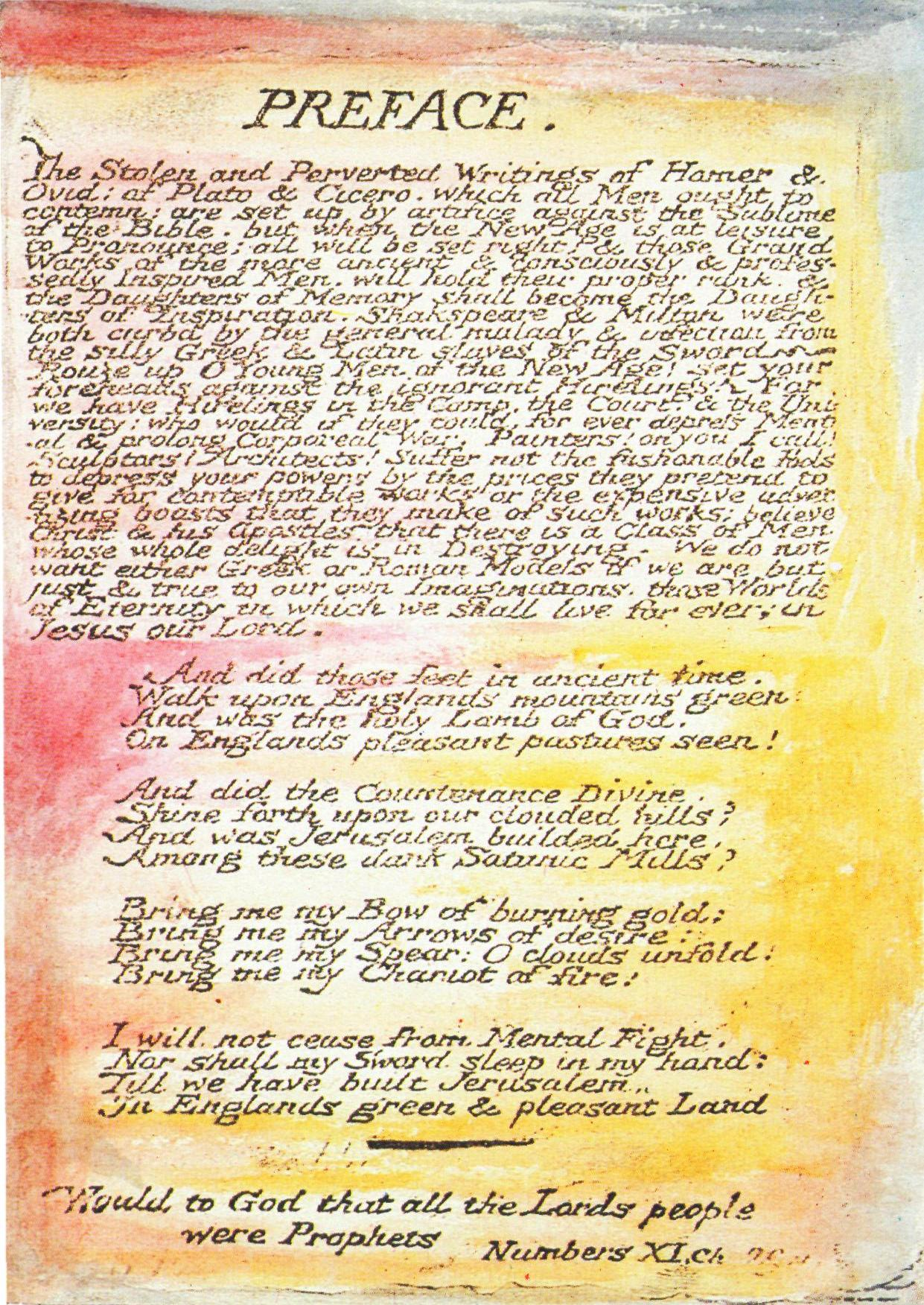
Предисловие к поэме Мильтон (Копия B, Библиотека Хантингтона, США)

Предисловие к поэме имеется только в двух экземплярах (Копии A и B). В прозаическом вступлении Блейк выступает против модного тогда увлечения античным греческим и римским искусством и литературой. Он призывает вернуться к Библии как к подлинному источнику, из которого, по мнению Блейка (а также Мильтона), античные авторы похищали свои сюжеты, извращая их. Затем Блейк помещает своё знаменитое стихотворение Иерусалим (And did those feet in ancient time). Идея стихотворения была основана на мнении, что Иисус сопровождал Иосифа Аримафейского в Гластонбери (Англия). Стихотворение показывает, что Блейк, вероятно, верил в правдивость этой истории. Столетие спустя, по просьбе поэта-лауреата Роберта Бриджеса, включившего это малоизвестное тогда стихотворение в сборник патриотической поэзии, оно было положено на музыку в 1916 году композитором Хьюбертом Пэрри и затем получило широчайшую известность как гимн «Иерусалим», став неофициальным гимном Англии наряду с «Боже храни королеву». Песня была оркестрована Эдвардом Элгаром в 1922 году для фестиваля в Лидсе.

## Содержание

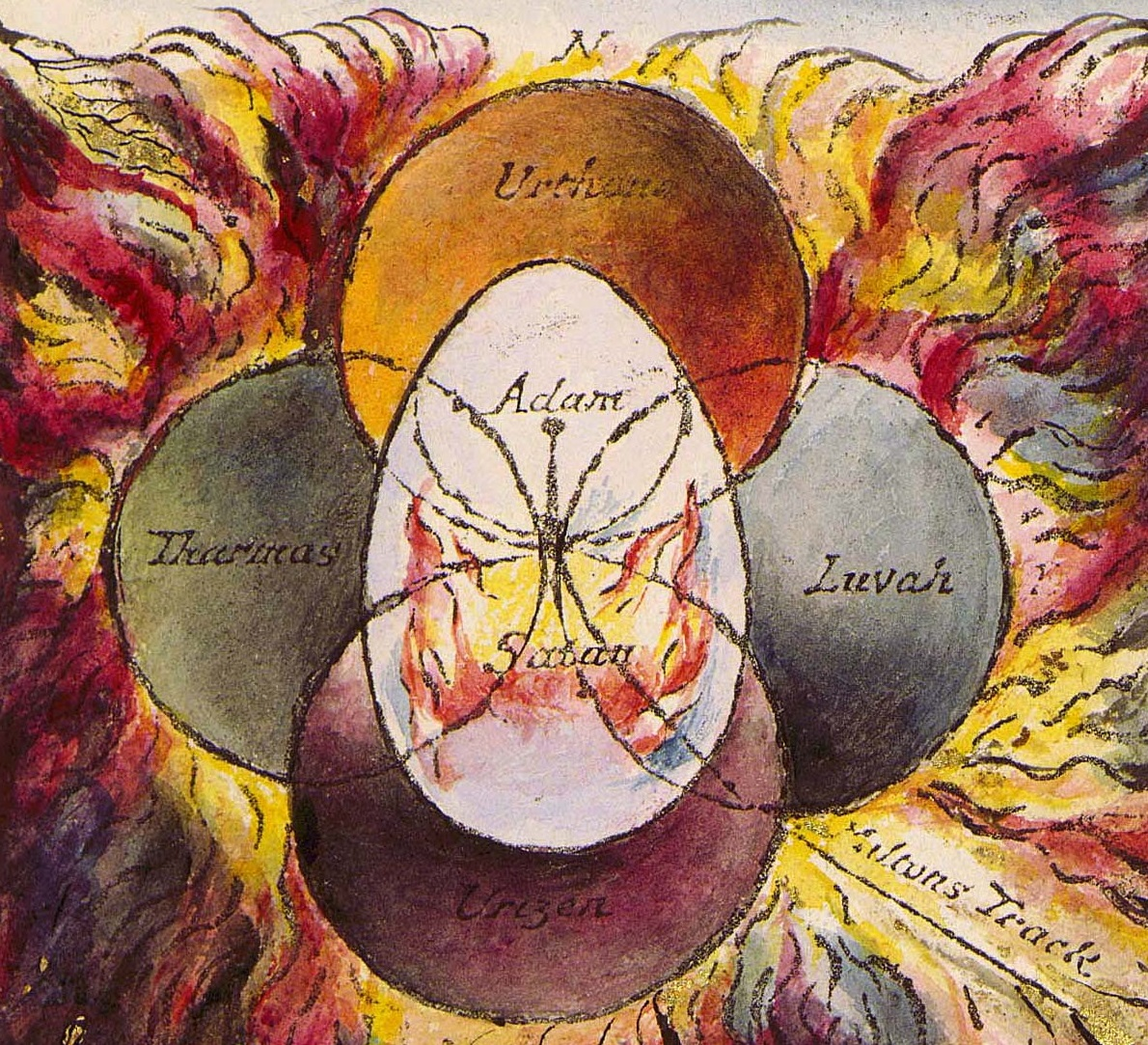
«Тропа Мильтона» в Ульро. Север — Уртона; Адам; Запад — Тармас; Лува — Восток; Сатана; Уризен — Юг; «Мильтон», поэма

Книга первая. На пиру Вечности Мильтон слышит Песнь Барда, в которой излагается история мироздания, начиная с Падения (раннего века деградации в мифологической системе Блейка), когда каждое из пяти чувств падает в бездну и блуждает там в страхе и отчаянии; рассказывается о деятельности Лоса, создающего сложную вселенную, и о действиях Сатаны, вращающего звёздные мельничные колёса (разум Уризена), и самого являющегося формой Уризена, Творца материального мира — некоего подобия гностического Демиурга. В образе Сатаны Блейк вывел своего патрона Уильяма Хейли. Вдохновлённый песней, Мильтон решает вернуться на Землю, исправить ошибки своего лживого пуританства, отказаться от своей Самости и вернуть себе свою утраченную шестерную эманацию Ололону. К нему являются семь ангелов, чтобы помочь ему на его трудном пути. Они объединяются с ним, и отныне их становится Восемь Бессмертных Звёздных. Приняв форму падающей кометы, Мильтон направляется в Ламбет и входит в ступню Блейка. И тут перед Блейком возникает видение небесного Эдема, где протекает река Ололона, и слышится скорбный плач по Мильтону, идущему в земной мир, назад к Смерти Вечной. Блейк видит всю Божественную Семью, слышит их разговор. Вместе с Лосом Блейк вступает в Голгонузу, город искусства и ремёсел Лоса — четырёхсложный Лондон Духа.
Книга вторая. Ололона сходит в Беулу — мир организованной невинности. Она слышит песни Беулы, которые утешают её. Мильтон, спящий в Беуле, получает наставление от семи ангелов. Сопровождаемый ими, он вступает в мир Ульро, окружённый Мировой Скорлупой — падший мир Уризена. Ололона в сопровождении Дочерей Беулы отправляется вслед за ним по «Мильтона тропе». В следующей сцене Блейк, перенесённый Лосом в Фелфам, в саду у своей хижины видит жаворонка, слетающего к нему с Небес, который превращается в двенадцатилетнюю девушку — это Ололона. Блейк приглашает её к себе в хижину, чтобы познакомить со своей женой. Ололона говорит, что ищет Мильтона. Тем временем Мильтон встречается с Сатаной и объясняет ему свою миссию. В ответ Сатана объясняет, что он «Единый Бог на Небе и Земле над всеми» и угрожает Мильтону, если тот не признает его могущества. Далее Звёздных Восемь (семь Ангелов вместе с Мильтоном) являются в сад Блейка и призывают вечного Человека Альбиона пробудиться от сна. Мильтон встречается с Ололоной. Он объявляет о своём истинном призвании — поэзии. Ололона погружается в Тень Мильтона, объединяясь со Звёздными Восемью, и тем самым они становятся Спасителем. Спаситель готовится к погружению в грудь Альбиона, а земля готовит себя к Страшному суду. Поэма завершается видением окончательного объединения живых и мёртвых и преображением человеческого восприятия.

## Русские переводы
С. Маршаком было переведено два фрагмента: стихотворение «Иерусалим» (из предисловия поэмы) и фрагмент из второй книги с пропуском одной строки, так что из одного фрагмента получилось как бы два самостоятельных стихотворения. Первый фрагмент «На этот горный склон крутой…» впервые был напечатан в журнале «Русская мысль», 1918, т. 39, кн. 3-6. Окончательный вариант ниже даётся по автографу 1963 года.
| Вариант 1918 года в журнале «Русская мысль» * * * Меж трав по склонам наших гор Ступала ль господа нога? И знал ли агнец наш святой Зелёной Англии луга? Глядел ли древний божий лик В наш дол туманный с вышины? И был ли здесь Ерусалим Меж этих фабрик сатаны? Есть лук желанья золотой И стрелы страсти у меня, Пусть тучи грозные примчат Мне колесницу из огня! Мой дух в борьбе несокрушим, Пусть грянет бой — бескровный бой… Мы возведём Ерусалим В зелёной Англии родной. | Окончательный вариант 1963 года: * * * На этот горный склон крутой Ступала ль ангела нога? И знал ли агнец наш святой Зелёной Англии луга? Светил ли сквозь туман и дым Нам лик господний с вышины? И был ли здесь Ерусалим Меж тёмных фабрик сатаны? Где верный меч, копье и щит, Где стрелы молний для меня? Пусть туча грозная примчит Мне колесницу из огня. Мой дух в борьбе несокрушим, Незримый меч всегда со мной. Мы возведём Ерусалим В зелёной Англии родной. |

Два других отрывка «Ты слышишь, первый соловей заводит песнь весны…» и «Ты замечаешь, что цветы льют запах драгоценный…» были опубликованы после смерти переводчика.
Полный перевод поэмы был выполнен Д. Смирновым-Садовским в 2010 году.